# BAC Strikemaster
El BAC 167 Strikemaster  fue un avión de entrenamiento a reacción y un avión de ataque a tierra ligero. Fue desarrollado por la empresa British Aircraft Corporation del Reino Unido y su diseño deriva del entrenador BAC Jet Provost, que era a su vez una versión a reacción del entrenador con motor a pistón Percival Provost.
El Strikemaster es en esencia una versión armada del Jet Provost T.Mk.5 y voló por primera vez en 1967. El avión era comercializado como un avión de ataque ligero o contrainsurgencia (COIN), aunque la gran mayoría de los usuarios fueron fuerzas aéreas que buscaban un entrenador avanzado. Sin embargo, Ecuador, Omán y Yemen utilizaron sus aviones en acciones de guerra. Fueron construidos tan solo 146 Stirkemaster.
La gran mayoría de los usuarios del BAC 167 restringieron su uso luego de que la Fuerza Aérea de Nueva Zelanda encontrara roturas producidas por la fatiga del metal en las alas. Los aviones retirados del Ala Aérea de las Fuerzas de Defensa de Botsuana, de Nueva Zelanda, de Arabia Saudita y de Singapur fueron vendidos rápidamente a coleccionistas de todo el mundo o donados a museos.
Lamentablemente, el 5 de octubre de 2006, un Strikemaster de un coleccionista se estrelló en Australia debido a la pérdida de un ala, causando la muerte de los dos tripulantes .
Un Strikemaster de Ecuador se estrelló durante una misión de entrenamiento en la frontera norte, cerca de Colombia, el 25 de marzo de 2009. Ambos pilotos se eyectaron; uno murió después debido a que el cable utilizado para elevarlo al helicóptero de rescate se rompió cayendo al vacío desde gran altura el piloto y un militar rescatista que se encontraba enganchado al mismo arnés.

## Diseño y desarrollo
El BAC 167 Strikemaster es esencialmente una versión de ejército del Jet Provost T Mk 5; la punta del ala se puede modificar con un motor mejorado, puntos duros del ala capaces de transportar bombas Mk82 de 4,500 libras, dos ametralladoras debajo de las tomas, sistema de aletas con dos gatos, gatos de freno de aire más grandes, nuevos equipos de comunicación y navegación, diferentes sistemas eléctricos, interruptores de dosel en los asientos de expulsión, y un sistema de combustible revisado que incluye tanques de combustible conformes en las puntas de las alas. El primer avión fue lanzado en 1967, se comercializó como una contrainsurgencia, pero la mayoría de ellos eran convertidores a gran escala, pero Ecuador, Omán y Yemen utilizaron sus aviones en combate. Un total de 146 fueron construidos.

## Historia operacional
El Strikemaster podía operar con asientos de baja expulsión, y podía ser utilizado por naciones del tercer mundo. Las operaciones de la Fuerza Aérea de los Estados Unidos encontraron grietas por fatiga en las alas de sus aviones. Muchos aviones retirados por Botsuana, Nueva Zelanda, Arabia Saudita y Singapur han encontrado su camino hacia museos y colecciones privadas.
El Strikemaster ha sido desplegado por la Royal Air Force de Omán en varias ocasiones durante la Rebelión de Dhofar, incluida una actitud notoria que proporciona apoyo aéreo cercano durante la Batalla de Mirbat. Tres Strikemasters fueron derribados en el transcurso de la guerra, incluido uno perdido por un misil SA-7.
La Fuerza Aérea ecuatoriana desplegó el Strikemaster durante la breve Guerra de Cenepa de 1995, lanzando misiones terrestres contra posiciones peruanas. Un Strikemaster ecuatoriano se estrelló durante una misión de entrenamiento en el área de la Frontera Norte, cerca de Colombia, el 25 de marzo de 2009. Ambos pilotos expulsados; Uno murió más tarde por las heridas recibidas durante el intento de rescate.

## Variantes
- Strikemaster Mk 80 :  versión de exportación para Arabia Saudita. 25 ejemplares construidos
- Strikemaster Mk 80A : versión mejorada del Mk 80. 20 ejemplares vendidos a Arabia Saudita
- Strikemaster Mk 81 :  versión de exportación para Yemen del Sur. 4 aviones vendidos.
- Strikemaster Mk 82 :  versión de exportación para Omán. 12 ejemplares vendidos.
- Strikemaster Mk 82A :  versión mejorada del Mk 82. 12 ejemplares vendidos a Omán.
- Strikemaster Mk 83 :  versión de exportación para Kuwait. 12 ejemplares construidos.
- Strikemaster Mk 84 :  versión de exportación para Singapur. 16 ejemplares vendidos.
- Strikemaster Mk 87 :  versión de exportación para Kenia. 6 ejemplares vendidos.
- Strikemaster Mk 88 :  versión de exportación para Nueva Zelanda 16 ejemplares vendidos.
- Strikemaster Mk 89 :  versión de exportación para Ecuador. 22 ejemplares vendidos.
- Strikemaster Mk 89A :  versión mejorada del Mk 89. Vendidos al Ecuador
- Strikemaster Mk 90 :  versión de exportación para Sudán. El último Strikemaster fue entregado a Sudán en 1984. 10 ejemplares vendidos.

## Usuarios

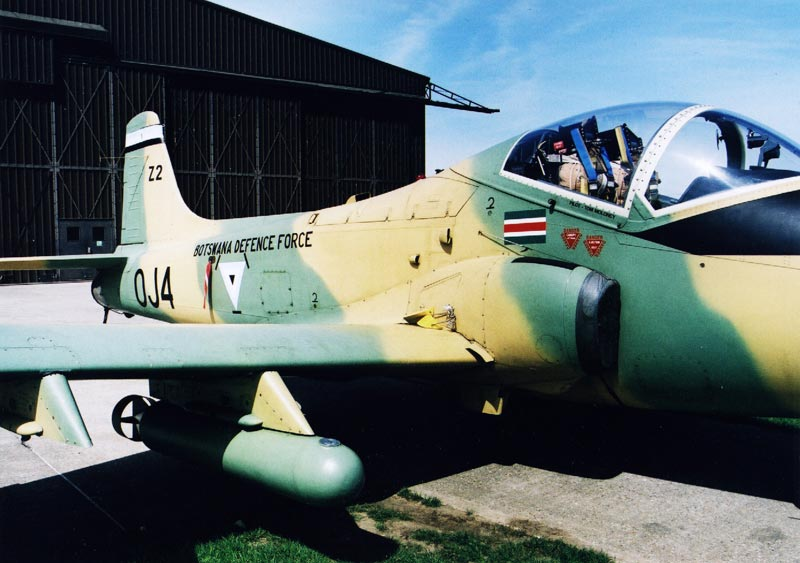
BAC 167 Strikemaster con los colores de Botsuana.

- Arabia Saudita
- Botsuana (ex Kenia y ex Kuwait)
- Ecuador
- Kenia
- Kuwait
- Nueva Zelanda
- Omán
- Singapur
- Sudán
- Yemen

## Especificaciones

### Características generales
- Tripulación: 2
- Longitud: 12,27 m
- Envergadura: 11,25 m
- Altura: 3,10 m
- Superficie alar: 19,80 m²
- Peso vacío: 2.772 kg
- Peso cargado: 5.220 kg
- Planta motriz: 1× turborreactor Rolls-Royce Viper Mk.535.
  - Empuje normal: 1.547 kg 3.408 libras de empuje.

### Rendimiento
- Velocidad máxima operativa (Vno):  834 km/h
- Techo de vuelo: 40.000 pies 12.200 m
- Régimen de ascenso:  1600 m/min
- Carga alar: 263,63 kg/m²

### Armamento
- Armas de proyectiles: 2 x ametralladoras 7,62 mm
- Puntos de anclaje: Cuatro puntos bajo las alas con una capacidad de 1.364 kg, para cargar una combinación de:

### Desarrollo relacionado
- BAC Jet Provost
- Percival Provost

### Aviones de función, configuración y época comparables.
- Aermacchi MB 326
- Aero L-39 Albatros (específicamente versiones Z)

- A-37 Dragonfly
- Canadair CL-41G Tebuan